# Rikkyouniversitetet

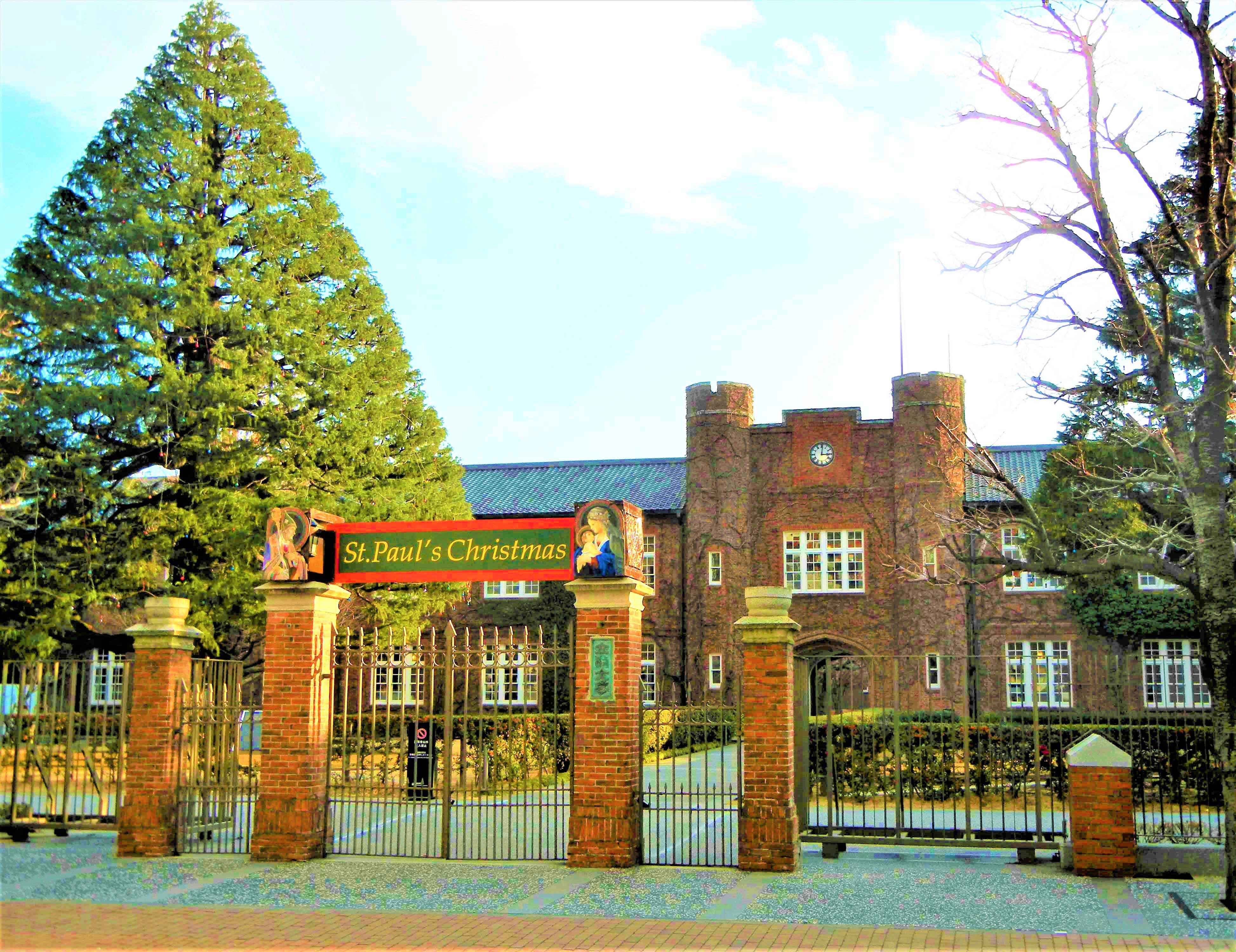
Rikkyouniversitetets huvudentré.

Rikkyouniversitet (立教大学, Rikkyou Daigaku) eller St. Paul's University som det heter på engelska är ett japanskt kristet universitet i Ikebukuro i Toshima, Tokyo, som grundades 1883 av en missionär från den anglikanska Amerikanska episkopalkyrkan med amerikanska skolor som förebild. Skolan fick universitetsstatus 1907. Ett campus finns också i Niiza i Saitama prefektur sedan 1958.
Shigeo Nagashima var student vid Rikkyouuniversitet.